# Aulonemia aristulata
Aulonemia aristulata är en gräsart som först beskrevs av Johann es Christoph Christian Döll, och fick sitt nu gällande namn av Mcclure. Aulonemia aristulata ingår i släktet Aulonemia och familjen gräs. Inga underarter finns listade i Catalogue of Life.